# Indigofera pseudotinctoria
Indigofera pseudotinctoria là một loài thực vật có hoa trong họ Đậu. Loài này được Matsum. miêu tả khoa học đầu tiên.

## Hình ảnh

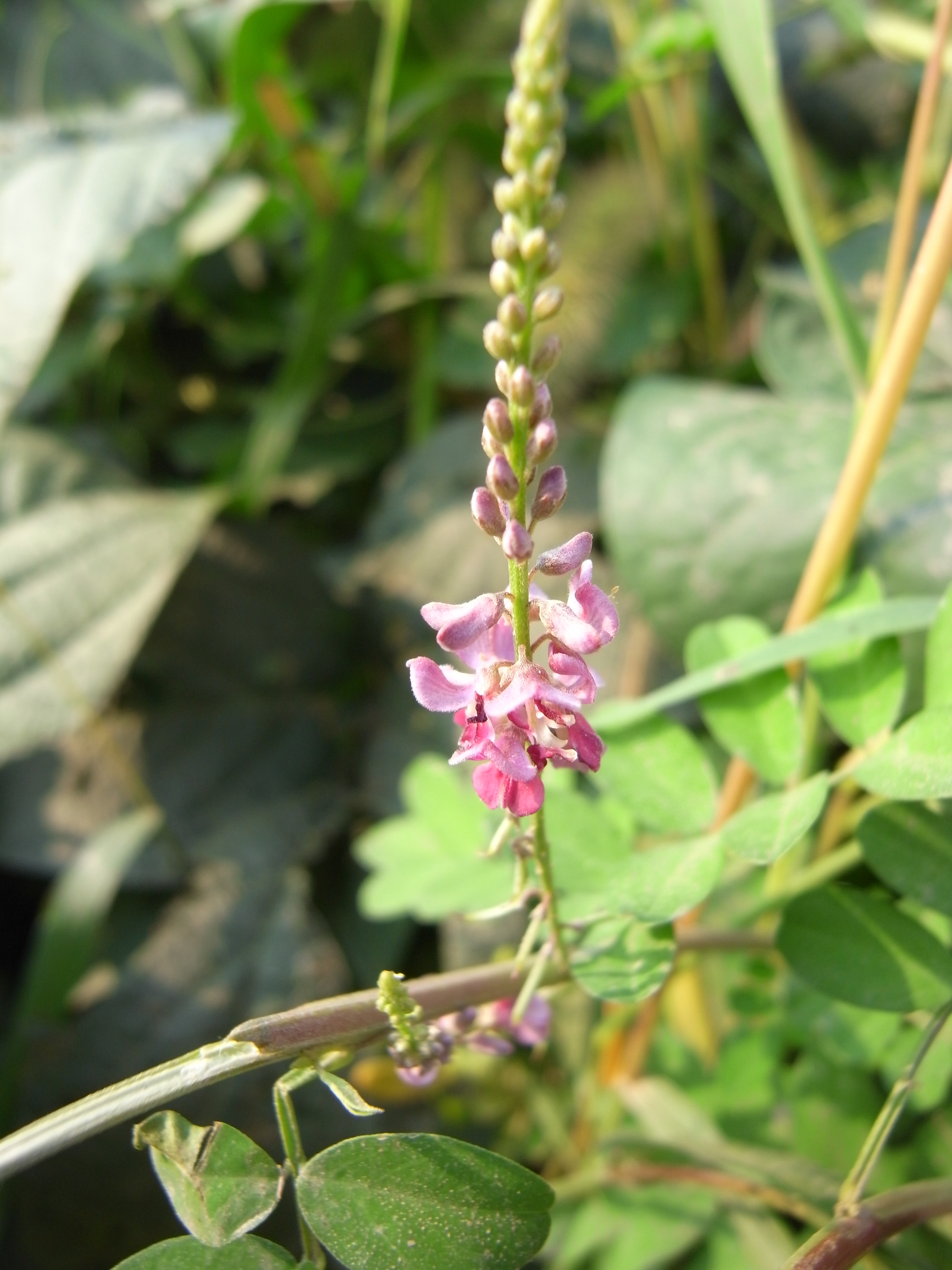
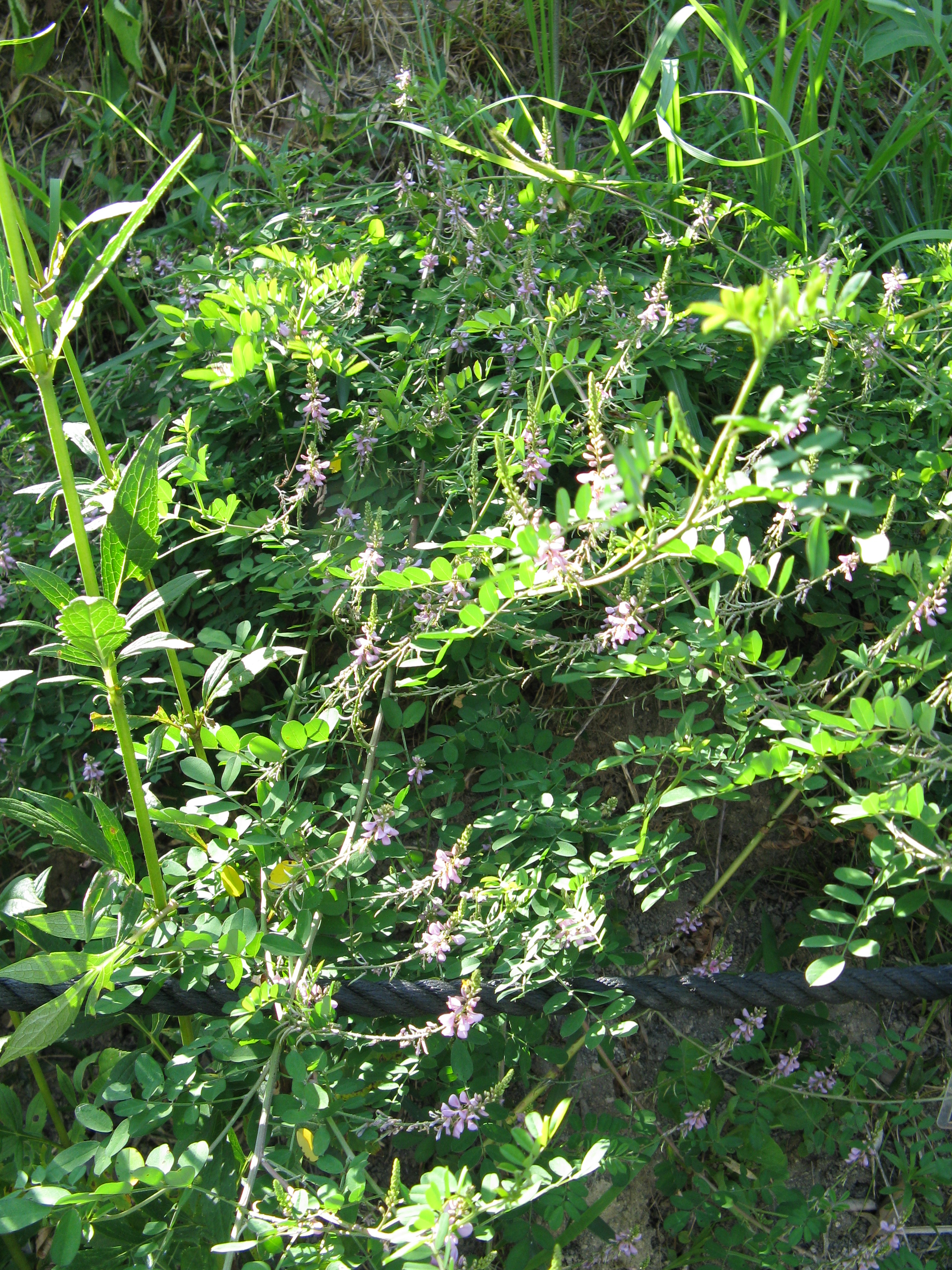
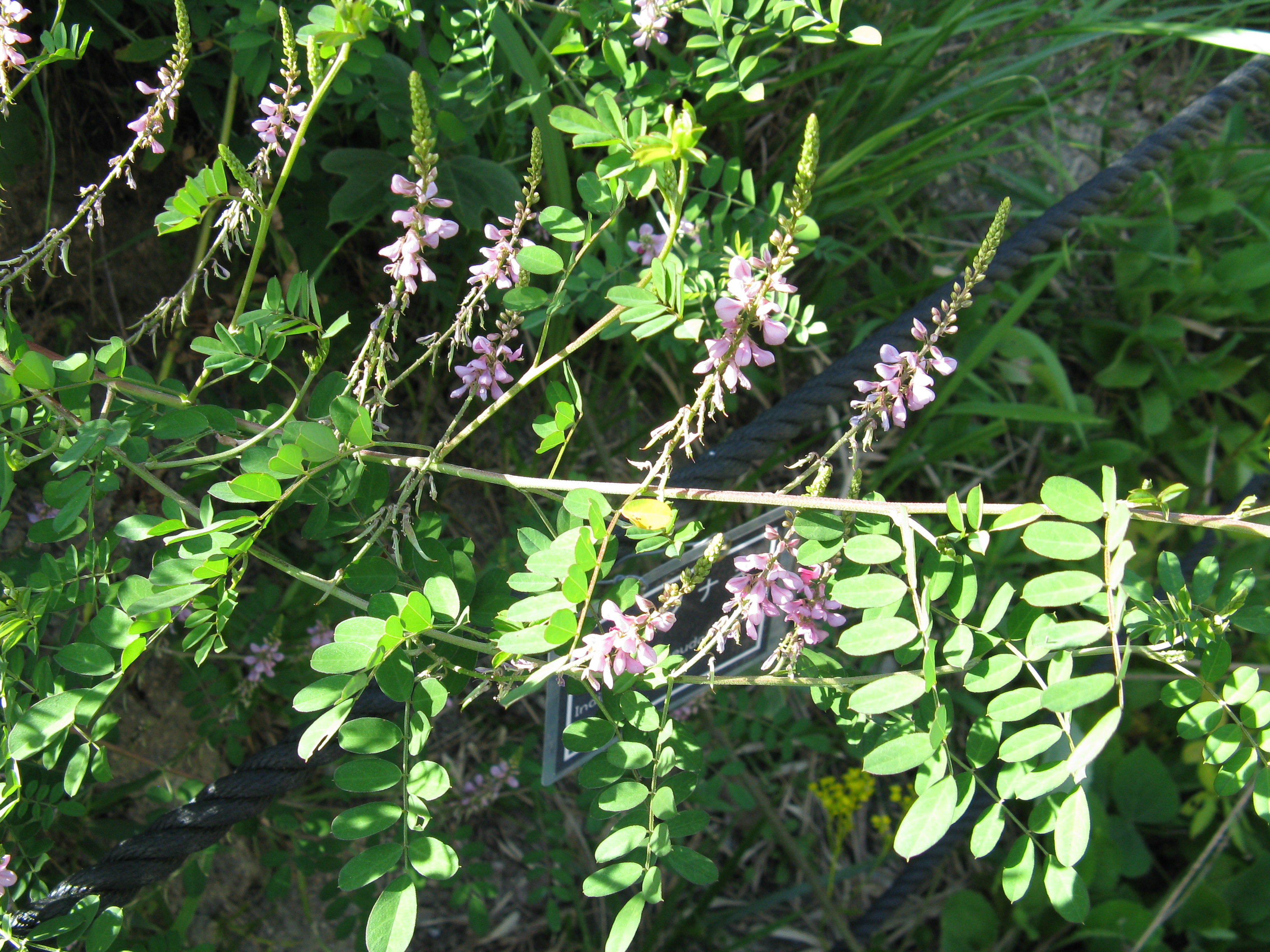